# Lucia Mangano
Lucia Mangano (ur. 8 kwietnia 1896 w Trecastagni, zm. 10 listopada 1946 w Mascalucia) – włoska służąca, mistyczka i stygmatyczka.

## Życiorys
W dzieciństwie jej rodzina żyła w biedzie i nie stać jej było na naukę w szkole. Sama, w tajemnicy, nauczyła się czytania i pisania. Według jej biografa, ojca Generoso Fontanorosy, wcześnie przejawiała zainteresowanie mistycyzmem. Z uwagi na niedostatek pracowała jako służąca. W wieku 19 lat zaczęła nauczać katechizmu, a w 1919 rozpoczęła apostolat u Urszulanek. Po Wielkanocy 1920 miała pierwszą ekstazę modlitewną i przez następne pięć lat przeżywała okres, który określiła jako oschłość duchową, pustkę, smutek i poczucie nicości. Od 1920 do 1933 miała około 5000 ekstaz, zarówno olśniewających, jak i bolesnych, współuczestniczących w męce Jezusa. Pasyjne ekstazy rozpoczęły się 9 stycznia 1927 i trwały do Wielkiego Tygodnia 1928 w każdy czwartek i piątek. Modliła się wówczas o oszczędzenie stygmatów, ale według świadków co najmniej dwukrotnie pojawiły się na jej ciele rany stygmatyzujące. Przeżywała również ataki szatana - potwora, który według jej opisów, obsypywał ją razami, po których miała faktyczne sińce, widoczne dla otoczenia i czuła się obolała. Według jej przekazów szatan zapewniał ją, że czeka ją piekło, i że jest stracona. Przejawiała dowody zdolności profetycznych. Jako wyjątkowa wśród stygmatyczek cieszyła się dobrym zdrowiem, a ślady na jej ciele szybko się goiły.
W 1994 uznana została za czcigodną przez papieża Jana Pawła II.